# Дрча
Дрча је српско презиме. Најраспрострањеније је било у Северној Далмацији, у којој су насељавали места Парчић, Доњи Кашић, Вукшић, Радошиновци, Врана, Доње Церање, Мирање, Морполача, Доње Биљане, Коларина, Бенковац, Задар. Највише их је било у селу Парчићи, у којем су чинили 30% становништва. Осим у околини Бенковца, Дрча је било и у јужној Лици, у селу Бротња. Средином прошлог века у Хрватској је живело око 500 Дрча, а данас их је мање од 200. Слава им је Свети Јован.